# Luis Santiago Luti
Luis Santiago Luti (Malagueño, Córdoba, 25 de julio de 1897-Buenos Aires, 30 de julio de 1977) fue un diplomático argentino, que se desempeñó como embajador en Sudáfrica e Irlanda y Director Nacional de Ceremonial.
Fue encargado de negocios ad interim de Argentina en la Alemania nazi desde 1942 hasta la ruptura de relaciones diplomáticas en enero de 1944. Fue opositor al nazismo, informando al Ministerio de Relaciones Exteriores y Culto de Argentina sobre la deportación de judíos y la situación en Polonia.

## Carrera
Fue secretario en las embajadas argentinas en México y Perú. El 22 de diciembre de 1936, fue firmante por Argentina del convenio Unión Postal de América y España, realizado en la Ciudad de Panamá.

### Encargado de negocios en Alemania
Fue consejero en la embajada de Argentina en Alemania, desempeñándose como encargado de negocios ad interim entre marzo de 1942 y enero de 1944. Su actitud antinazi llevó a la desconfianza del mandatario de facto Pedro Pablo Ramírez, siendo acusado de pro-Aliado.
El 25 de febrero de 1943, informó al Ministerio de Relaciones Exteriores de Argentina sobre un discurso de Adolf Hitler con motivo de un aniversario de la fundación del Partido Nacionalsocialista Obrero Alemán (NSDAP). En este discurso, Hitler se refirió a una batalla contra el peligro mundial del judaísmo y demostró que esta lucha no terminaría con la destrucción de la raza aria, sino con el exterminio del judaísmo europeo.
El 25 de junio de 1943, escribió un informe al Ministro de Relaciones Exteriores Segundo Storni sobre las políticas racistas del Reich alemán en los territorios ocupados. Relató la forma en que los judíos deportados y los residentes polacos serían arruinados y aniquilados por los nazis. Mencionó el levantamiento del gueto de Varsovia y el campo de concentración de Treblinka. En el informe N.° 275, Luti informa que después de la violenta disolución del gueto de Varsovia, en el que las SS sufrieron bajas, los alemanes harían todo lo posible para liquidar los guetos de las pequeñas ciudades de las provincias. Los judíos serían deportados de estos guetos. En su carta, Luti nombró los guetos de las ciudades de Zaklików, Lublin, Zawichost, Biała Podlaska, Jędrzejów, Łuków, Sokołów y Rawa Ruska; citando a la Polska Agencja Telegraficzna en Londres como la fuente. Se puede suponer que Luti tenía fuentes directas como parte del trabajo consular de la embajada argentina en Berlín.
El escritor y periodista Uki Goñi discute el trabajo titulado La Cancillería argentina ante la Shoá, publicado por el Centro de Estudios Sociales de la Delegación de Asociaciones Israelitas Argentinas (DAIA) en 2001, donde se destaca la labor de Luti para asistir a la ciudadana Matilde Aiolfi. Goñi denuncia que Aiolfi no era judía y no fue asistida por la embajada argentina.
El 25 de noviembre de 1943, Luti anunció la destrucción del edificio de la embajada argentina en la calle Tiergartenstrasse 9a de Berlín, producto de un ataque aéreo.
Después de la ruptura de las relaciones diplomáticas entre Argentina y el Reich alemán el 27 de enero de 1944, los miembros de la embajada fueron llevados a Baden-Baden y pudieron viajar a Suecia en septiembre de 1944.

### Años posteriores
En 1945 se desempeñó como subdirector gerente de la Unión Panamericana.
Entre septiembre de 1945 y septiembre de 1946, fue encargado de negocios de Argentina en Estados Unidos, luego de que el embajador Oscar Ibarra García fuese llamado a Buenos Aires. El 20 de abril de 1946, llevó una caja de tierra argentina a la tumba de Franklin D. Roosevelt.
En julio de 1946 el gobierno de Juan Domingo Perón intentó designarlo con el rango de embajador extraordinario y plenipotenciario, pero no obtuvo la aprobación del Senado.
El 25 de julio de 1960, fue designado Director Nacional de Ceremonial y, después de la captura de Adolf Eichmann, entregó el laissez passer a Arieh Levavi, el embajador israelí en Argentina.
El 25 de junio de 1962, fue nombrado embajador en Sudáfrica. En 1964 regresó al Ministerio de Relaciones Exteriores y dirigió el departamento de América del Norte. El 4 de marzo de 1966, fue nombrado embajador en Irlanda, pero regresó a la Cancillería Argentina el mismo año, donde trabajó en el área de recursos humanos.
Fue socio del Jockey Club de Buenos Aires.
En 2000 fue reconocido por la Delegación de Asociaciones Israelitas Argentinas (DAIA) por sus gestiones para «obtener excepciones en las condiciones de vida de judíos argentinos». Al año siguiente fue homenajeado junto con otros diplomáticos por la Cancillería Argentina, con una placa en el Palacio San Martín. La placa fue retirada en 2005 por cuestionamientos hacia algunos de los homenajeados.